# حي الكدوة
حي الكدوة حارة تاريخية في حي المسفلة في مدينة مكة في المملكة العربية السعودية، حدوده من الشمال الطريق الدائري الثاني ومن الغرب شارع إبراهيم الخليل ومن الجنوب شارع التقوى ومن الشرق مخطط أجياد التكميلي ومخطط روابي أجياد وشارع أجياد، يُصنف حي الكدوة أنه حارة عشوائية ولذلك أعلنت الهيئة الملكية لمدينة مكة المكرمة والمشاعر المقدسة عن موعد استئناف أعمال الهدم والإزالة في مشروع تطوير منطقة الكدوة، الواقعة في حي المسفلة بمكة المكرمة، وذلك في شهر محرم من عام 1444 هـ، مساحة المنطقة المخطط لهدمها وتطويرها هي 686,056.08 متر2 تقريبًا، بدأت المرحلة الأولى من الهدم سنة 2018.